# Campionati mondiali di biathlon 1986
I Campionati mondiali di biathlon 1986 si svolsero in due sedi separate: le gare maschili si disputarono dal 21 al 23 febbraio a Oslo Holmenkollen, in Norvegia; quelle femminili dal 14 al 16 febbraio a Falun, in Svezia.

## Risultati

### Uomini

#### Sprint 10 km
| Posizione | Atleta              | Nazione          | Tempo   | Penalità |
| --------- | ------------------- | ---------------- | ------- | -------- |
| 1         | Valerij Medvedcev   | Unione Sovietica | 28.02,8 | 0+0      |
| 2         | Franz Schuler       | Austria          | 28.55,3 | 0+1      |
| 3         | André Sehmisch      | Germania Est     | 28.59,9 | 0+1      |
| 4         | Johann Passler      | Italia           | -       |          |
| 5         | Jan Matouš          | Cecoslovacchia   | -       |          |
| 6         | Gottlieb Taschler   | Italia           | -       |          |
| 7         | Matthias Jacob      | Germania Est     | -       |          |
| 8         | Frank-Peter Roetsch | Germania Est     | -       |          |
| 9         | Tapio Piipponen     | Finlandia        | -       |          |
| 4         | Alfred Eder         | Austria          | -       |          |

22 febbraio

#### Individuale 20 km
| Posizione | Atleta            | Nazione          | Tempo   | Penalità |
| --------- | ----------------- | ---------------- | ------- | -------- |
| 1         | Valerij Medvedcev | Unione Sovietica | 57.05,3 | 1+0+0+1  |
| 2         | André Sehmisch    | Germania Est     | 57.19,2 | 0+1+0+0  |
| 3         | Alfred Eder       | Austria          | 58.38,1 | 0+0+0+0  |
| 4         | Matthias Jacob    | Germania Est     | -       |          |
| 5         | Werner Kiem       | Italia           | -       |          |
| 6         | Jurij Kaškarov    | Unione Sovietica | -       |          |
| 7         | Johann Passler    | Italia           | -       |          |
| 8         | Dmitrij Vasil'ev  | Unione Sovietica | -       |          |
| 9         | Andreas Zingerle  | Italia           | -       |          |
| 10        | Gisle Fenne       | Norvegia         | -       |          |

21 febbraio

#### Staffetta 4x7,5 km
| Posizione | Nazione          | Atleti                                                           | Tempo |
| --------- | ---------------- | ---------------------------------------------------------------- | ----- |
| 1         | Unione Sovietica | Dmitrij Vasil'ev Jurij Kaškarov Valerij Medvedcev Sergej Bulygin | -     |
| 2         | Germania Est     | Jürgen Wirth Frank-Peter Roetsch Matthias Jacob André Sehmisch   | -     |
| 3         | Italia           | Werner Kiem Gottlieb Taschler Johann Passler Andreas Zingerle    | -     |
| 4         | Finlandia        | Juha Tella Antero Lähde Arto Jääskeläinen Tapio Piipponen        | -     |
| 5         | Norvegia         | Øivind Nerhagen Geir Einang Eirik Kvalfoss Gisle Fenne           | -     |

23 febbraio

### Donne

#### Sprint 5 km
| Posizione | Atleta             | Nazione          | Tempo |
| --------- | ------------------ | ---------------- | ----- |
| 1         | Kaija Parve        | Unione Sovietica | -     |
| 2         | Nadija Bill'ova    | Unione Sovietica | -     |
| 3         | Eva Korpela        | Svezia           | -     |
| 4         | Venera Černyšova   | Unione Sovietica | -     |
| 5         | Elena Golovina     | Unione Sovietica | -     |
| 6         | Lise Meloche       | Canada           | -     |
| 7         | Siv Bråten         | Norvegia         | -     |
| 8         | Tuula Ylinen       | Finlandia        | -     |
| 9         | Anne Elvebakk      | Norvegia         | -     |
| 10        | Kerryn Pethybridge | Australia        | -     |

15 febbraio

#### Individuale 10 km
| Posizione | Atleta           | Nazione          | Tempo |
| --------- | ---------------- | ---------------- | ----- |
| 1         | Eva Korpela      | Svezia           | -     |
| 2         | Siv Bråten       | Norvegia         | -     |
| 3         | Sanna Grønlid    | Norvegia         | -     |
| 4         | Nadija Bill'ova  | Unione Sovietica | -     |
| 5         | Elena Golovina   | Unione Sovietica | -     |
| 6         | Venera Černyšova | Unione Sovietica | -     |
| 7         | Lise Meloche     | Canada           | -     |
| 8         | Tuija Vuoksiala  | Finlandia        | -     |
| 9         | Teija Nieminen   | Finlandia        | -     |
| 10        | Inger Björkbom   | Svezia           | -     |

14 febbraio

#### Staffetta 3x5 km
| Posizione | Nazione          | Atleti                                       | Tempo |
| --------- | ---------------- | -------------------------------------------- | ----- |
| 1         | Unione Sovietica | Kaija Parve Nadija Bill'ova Venera Černyšova | -     |
| 2         | Svezia           | Eva Korpela Inger Björkbom Sabine Karlsson   | -     |
| 3         | Norvegia         | Sanna Grønlid Siv Bråten Anne Elvebakk       | -     |

16 febbraio

## Medagliere per nazioni
| Pos | Nazione          | Oro | Argento | Bronzo | Totale |
| --- | ---------------- | --- | ------- | ------ | ------ |
| 1   | Unione Sovietica | 5   | 1       | 0      | 6      |
| 2   | Svezia           | 1   | 1       | 1      | 3      |
| 3   | Germania Est     | 0   | 2       | 1      | 3      |
| 4   | Norvegia         | 0   | 1       | 2      | 3      |
| 5   | Austria          | 0   | 1       | 1      | 2      |
| 6   | Italia           | 0   | 0       | 1      | 1      |